# Andryala rothia
Andryala rothia es una planta herbácea de la familia Asteraceae.

## Descripción
Planta herbácea de algo menos de 50cm, de ciclo anual. Recubierta de pelo denso. Hojas alternas de enteras a pinnatífidas, las inferiores con pecíolo las superiores sésiles y como en todas la especies del género Andryala todos los pelos de las hojas son estrellados. Capítulos homógamos (maduran a la vez los carpelos y los estambres), de 3–10 agrupados en inflorescencia corimbiforme laxa; involucro, ovoideo en la fructificación; brácteas en 4–6 filas. Flores con ligulas, amarillo–pálidas. A pesar de los caracteres tan distintivos que tiene A. rothia, la hibridación con Andryala integrifolia o Andryala arenaria complica a veces la identificación de esta especie.

## Hábitat
Pastizales de terófitos en substratos arenosos,  pizarrosos  o  margosos,  a  veces  también en cultivos de almendros, vides, etc.

## Distribución
España, Marruecos y Portugal.

## Taxonomía
Andryala rothia fue descrita por Pers. en Syn. Pl. (Persoon) 2(2) en 1807.

## Sinonimia
- Andryala rosea Steud.[3]
- Rothia andryaloides Gaertn.[4]
- Voigtia tomentosa Roth[5]